# Cédric Cassimo
Cédric Cassimo est un compositeur et artiste visuel qui pratique la technique d'animation de sable. D'origine suisse et italienne, né le 27 septembre 1975, il vit actuellement en Suisse romande. 
Il fait partie des rares personnes qui pratiquent l'animation de sable en direct dans des salles de théâtre,.

## Biographie
Cedric Cassimo, né en 1975 à Vevey, est dessinateur sur sable. Il réside actuellement dans le Canton de Vaud. Au terme de sa formation dans le domaine du graphisme et des beaux-arts, il se rend à Londres en 2006, en quête d'expériences. Il s'y marie et y découvre l'animation de sable, qui devient au fil des années sa forme d'art principale, avec laquelle des spectacles multimédias seront produits en Suisse et en Europe,. Il fonde en 2006 avec Victoria Giorgini, sa femme et metteure en scène russo-suisse, l'association artistique à but non lucratif  Lunidea, qui promeut les artistes de sa région,.
Il est également tatoueur. Il possède un salon de tatouage à Lausanne. Il pratique notamment le « cover », qui consiste à camoufler un vieux tatouage sous un nouveau.
En 2018, il crée avec Victoria Giorgini le spectacle Les secrets du Petit Prince, adaptation du livre de Saint-Exupéry, auquel participe l'animateur de radio et télé Jean-Marc Richard,.

### Animation de sable

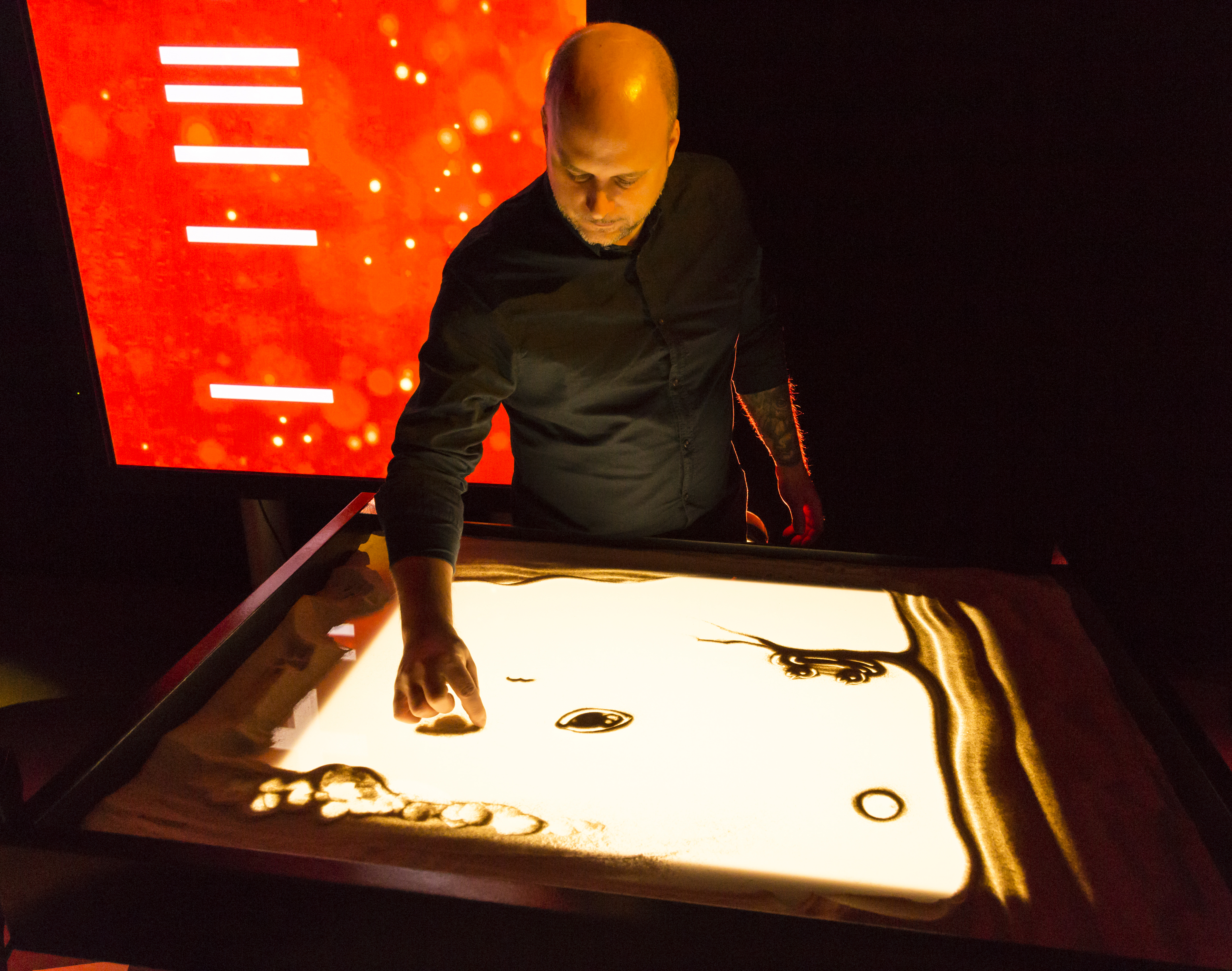
Participation de Cedric Cassimo à l'émission +3° de la RSI en 2017.

Il reçoit l’enseignement de l’animation de sable par Caroline Leaf à la National Film and Television School, au Royaume-Uni, et il fait ses premiers pas dans cet art avec un premier spectacle Once Upon a Thames, dont il fait des représentations au théâtre dans le West End londonien. À l’aide d’une table éclairée, d'un projecteur qui envoie l'image sur un grand écran et de fines particules de sable, il crée en direct des images qui apparaissent et disparaissent à vue.
Ses créations artistiques deviennent également le lieu de collaboration avec plusieurs artistes, tels que Barbara Hendricks, Camille & Julie Berthollet, Jean-Marc Richard,  Alexandre Jollien ou Henri Dès, souvent dans un but caritatif, mais il travaille aussi dans des projets télévisuels pour des chaînes comme Arte, où il a illustré un documentaire sur Starbucks,,,. Ses dessins pour la chaîne européenne lui ont valu 4 millions de vues sur Youtube.

### Engagement
Ses spectacles sont souvent donnés dans un but caritatif, au bénéfice d’associations telles que Zoé4Life ou La Chaîne du bonheur.

## Productions
- 2019 : Attention à la marche avec l'Orchestre de chambre de Genève[13]
- 2018-2019 : Les contes de la nuit, Arsenal de Metz, Opera de Reims et Paris[14]
- 2016-2019 : Les secrets du Petit Prince[15]
- 2017 : The idea worth spreading, TEDx Talks[16]
- 2017 : Pinocchio avec l'Orchestre de chambre de Lausanne[17]
- 2016 : Le Violon enchanté en Alsace[18]
- 2016 : Le Carnaval des animaux[19]
- 2015 : Les contes de ma mère l'Oye avec l’OSR[20]
- 2015 : Animations en direct au Victoria Hall de Genève accompagné par de la musique de Debussy et de Ravel[20]
- 2014 : Pour l'amour d'un Stradivarius[21],[22]
- 2012-2013 : Insaisis'sable[23]
- 2013 : Lausanne Estivale[24]
- 2010 : Once upon a Thames[25]

## Documentaire
- Starbucks sans filtre, Arte, 2018 [26]